# Schloss Liebenstein
Das Schloss Liebenstein südlich von Neckarwestheim im Landkreis Heilbronn im nördlichen Baden-Württemberg geht auf die mittelalterliche Höhenburg der Herren von Liebenstein zurück, kam 1678 in den alleinigen Besitz von Württemberg und 1982 in den Besitz der Gemeinde Neckarwestheim. Die Anlage wird heute als Restaurant und Hotel genutzt.

## Geografie
Schloss Liebenstein liegt etwa einen Kilometer südlich von Neckarwestheim auf einem schmalen, steil abfallenden Bergrücken. In zwei bis drei Kilometern Entfernung verläuft westlich des Schlossbergs das Tal des Neckars. Zwischen Schloss und Neckar liegt im Nordwesten das Kernkraftwerk Neckarwestheim.

## Geschichte

### Sitz der Herren von Liebenstein
Ein Zweig der Herren von Liebenstein kam im Laufe des 11. Jahrhunderts aus dem südlichen Elsass, wo sie ihren Stammsitz hatten, der um 1300 an die Grafen von Pfirt fiel. Der älteste nachweisbare Stammherr der Neckarwestheimer Linie ist der um 1200 genannte Reinhard von Liebenstein, der mit seinem Sohn Albrecht I. vermutlich zwischen 1200 und 1250 beim Bau des ältesten Teils der Burg Liebenstein bei Neckarwestheim auf ehemaligem Besitz der 1216–1219 ausgestorbenen Grafen von Lauffen beteiligt war. Dendrochronologischen Untersuchungen zufolge wurde der Bergfried als ältester Teil der Burg zwischen 1230 und 1240 errichtet. Auf Grund einer in Wimpfen am 15. Januar 1235 ausgestellten Urkunde ist davon auszugehen, dass ursprünglich König Heinrich (VII.) den Bau einer Reichsburg vorgesehen hatte. Dies ist auch daran zu erkennen, dass die bei der Entstehung von einer 400 Meter langen Mauer umschlossene Fläche von über einem Hektar nicht der üblichen Größe der Burg eines niederadligen Geschlechts entsprach. Albrecht I. von Liebenstein war vermutlich ursprünglich als königlicher Burgmann vorgesehen. Nach der Absetzung König Heinrichs am 4. Juli 1235 durch seinen Vater, den Kaiser Friedrich II., erfolgte eine Planänderung beim Bau der Burg und die Liebensteiner gelangten schließlich in den Besitz der Anlage.

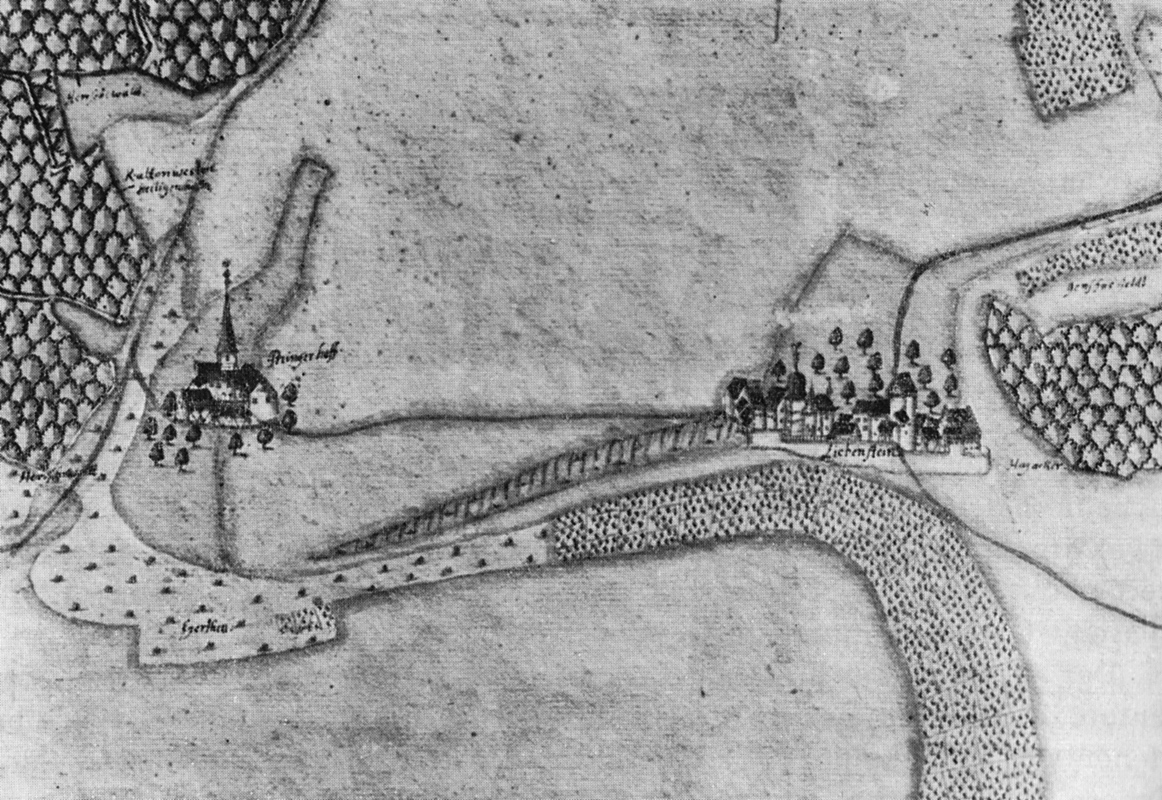
Schloss Liebenstein und der Itzinger Hof in der Kieserschen Forstkarte um 1680

Um das Untere Schloss mit westlichem Hauptbau und Bergfried im romanischen Stil, für das auf dem schmalen Bergrücken nur wenig Platz war, zogen sich ein Graben und eine Ringmauer mit Wehrgängen. 1225 wurde der Itzinger Hof im nahe gelegenen Seebronnental errichtet. Kurz vor seinem Tod stiftete Albrecht I. mit Einwilligung seines Sohnes Albrecht II. im Jahr 1261 im Itzinger Hof ein Dominikanerinnen-Nonnenkloster, das bis 1666 auch Begräbnisstätte der Herren von Liebenstein war. Um 1290 vereinigte sich das Kloster Itzingen mit dem Benediktiner-Nonnenkloster in Lauffen.
Unter den Söhnen Albrechts II. bildeten sich mehrere Familienlinien aus. Von Konrad I. († 1363) stammen die Ottmarsheimer Linie, die Heinrichslinie sowie die Linie des oberen und des unteren Hauses ab, letztere benannt nach ihren Anteilen an Schloss Liebenstein und entstanden bei der Erbteilung nach dem Tod Peters I. 1445 zwischen seinen Söhnen Peter II. und Konrad. Im Jahr 1500 war Peter III. von Liebenstein der Stammhalter des oberen Hauses, Hanns III. Stammhalter des unteren Hauses.

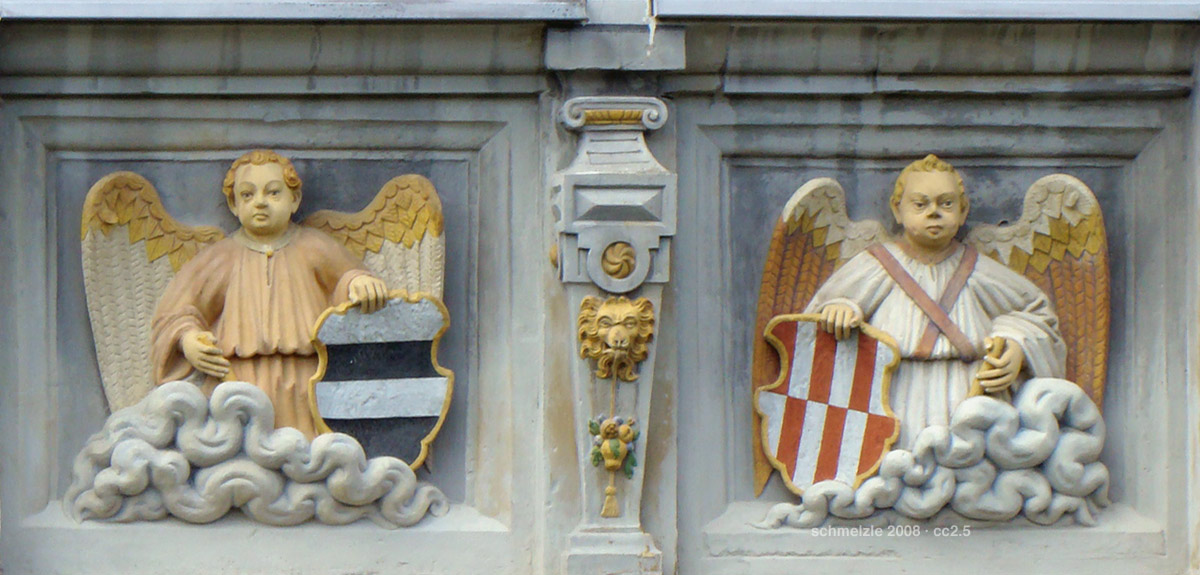
Wappenfiguren unter dem Fenster des Hauptgebäudes (Palas)

Das obere Schloss wurde 1525 bis 1600 umfassend in sein heutiges Aussehen mit ausgesprochen wohnlichem Charakter umgebaut. Saalartige Räume, Dachterrassen, Treppenturm, Erker, Schlossküche, Hauskapelle sowie die Nebengebäude Zehntscheuer, Meierei, Fruchtkasten, Altes Bandhaus, Neues Bandhaus, Schmiede, Backhaus, Schafhaus und Heubäulein in malerischer Architektur ganz im Stil der Renaissance gaben dem Anwesen einen repräsentativen Charakter.
1590 bis 1599 wurde die Schlosskapelle im Renaissancestil im Auftrage Bernhards von Liebenstein († 1596) von dem Heilbronner Baumeister Jacob Müller erbaut. Dieser schuf auch im Auftrage von Bernhards Sohn Albrecht († 1608) das Liebenstein-Doppelgrabmal in der Bönnigheimer Kirche. Das Grabmal des Conrad von Liebenstein († 4. März 1620) in der Schlosskapelle befand sich einst im Kloster Itzingen.
Die meisten Liebensteiner weltlichen Standes waren zumeist in württembergischen Diensten: Friedrich I. und Hans V. waren im 15. Jahrhundert württembergische Räte, Bernhard († 1596) und Albrecht († 1608) waren Obervögte in Lauffen am Neckar, Philipp († 1637, oberes Haus) war württembergischer Obervogt in Vaihingen an der Enz. Kaiser Ferdinand zog 1631 einen Teil des oberen Schlosses ein, weil sich Philipp in der Schlacht bei Nördlingen zu stark für die Schweden eingesetzt hatte. Nachdem das Schloss kurzzeitig dem Grafen von Trauttmannsdorff gehörte, der nach dem Tode Wallensteins leitender Minister des Kaisers war, erfolgte 1639 die Rückgabe des oberen Schlosses an die Herren von Liebenstein.
Mit dem Tod von Friedrich Albert von Liebenstein erlosch 1657 der Mannesstamm der oberen Linie. Die Güter wurden an Philipp Konrad I. vom unteren Haus vererbt, der damit den gesamten Familienbesitz auf sich vereinte. Seine drei Söhne Philipp Reinhard, Philipp Konrad II. und Philipp Albrecht gründeten 1666 eine Erbgemeinschaft. Nach dem Tode Philipp Reinhards, des ältesten der Brüder, kam es um 1670 zum Streit zwischen Philipp Konrad II. und Philipp Albrecht, was dazu führte, dass der Besitzer des unteren Hauses nicht mehr zum oberen Tor hinausging, sondern durch die Mauer neben der Schlosskapelle selbst ein Tor für einen Weg ins Tal hauen ließ.

### Württemberger Alleinbesitz ab 1678

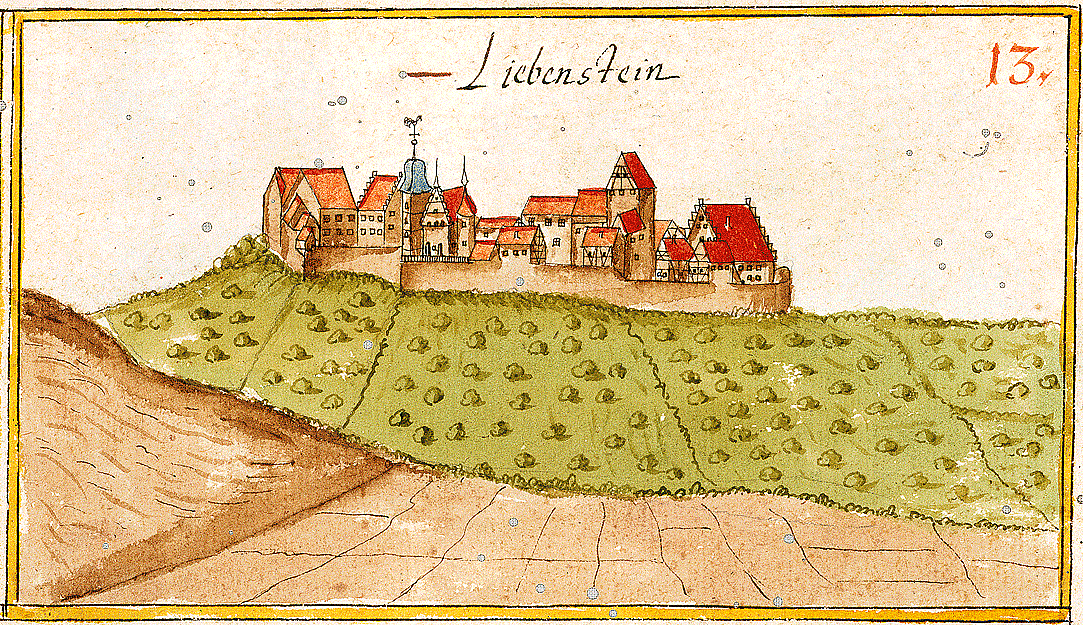
Schloss Liebenstein im Kieserschen Forstlagerbuch 1684

Am 4. September 1673 verkaufte Philipp Albrecht an Herzog Eberhard III. von Württemberg (1628–1674) das obere Schloss, etwa zwei Morgen des Sees und die halbe Herrschaft für 50.000 Gulden und 230 Dukaten. Am 28. Mai 1678 tauschte Philipp Konrad II. seine restliche halbe Herrschaft und das untere Schloss mit dem Haus Württemberg gegen die andere Hälfte des Dorfes Köngen bei Esslingen mit dessen vorderem Schloss und allen Zugehörigkeiten und noch zusätzlich 13.000 Gulden. Herzog Eberhard III. bezahlte als Käufer aus seiner Privatschatulle und war Besitzer der gesamten Liebensteiner Herrschaft mit Schloss Liebenstein, Kaltenwesten, Ottmarsheim, Kloster und Weiler Itzingen, halb Holzweiler sowie Güter und Gefälle in Ilsfeld und Auenstein. Württemberg richtete zur Verwaltung des Besitzes dort eine Stabskellerei ein. Die Familie von Liebenstein versuchte 1773 vergeblich, durch eine Aufsehen erregende Klage den Verkauf der Herrschaft Liebenstein von 1673/78 zu bestreiten.
Während des Pfälzischen Erbfolgekrieges rückten im Jahr 1693 rund 5000 Franzosen auf Besigheim zu. Der Vogt von Besigheim hatte einen Teil seiner Akten auf Schloss Liebenstein untergebracht. Die plündernden Soldaten fanden alle Akten und vernichteten sie.
Um 1800 versuchte das Haus Württemberg, die Schlosskapelle auf Abbruch zu verkaufen. Da kein Käufer gefunden wurde, wurde die Kapelle dem Verfall preisgegeben. 1807 wurden die Überreste des Itzinger Hofes auf Abbruch verkauft.
Am 8. Juni 1812 wurde die Domäne Liebenstein durch einen Tauschvertrag an das Oberfinanzkammeramt von Großbottwar abgetreten. Der Vertrag wurde bereits 1819 rückgängig gemacht. Die königliche Hofdomänenkammer verwaltete wieder das Anwesen und verpachtete das Gut mit  390 Morgen Land für jährlich 4765 Gulden an zwei Landwirte. Das Schloss bestand zu dieser Zeit aus zwei Gebäuden. Die beiden Pächter wohnten im ehemaligen Jägerhaus, das andere Gebäude war der Wohnsitz des Hofkammerförsters. Die restlichen Gebäude auf dem Gut wurden als Wohnungen für die Angestellten und als Stallungen benutzt. Die königliche Hofdomänenkammer übernahm 1846/49 auch den Itzinger Hof mit noch 107 Morgen Land.
Im September 1840 war der schwäbische Dichter Eduard Mörike auf Schloss Liebenstein zu Besuch. 1843 wurde Liebenstein Mitglied im Kirchen- und Schulverband Neckarwestheim. Die Pächter verpflichteten sich im Jahr 1851, zwölf arme Knaben als Ackerknechte heranzubilden. Diese mussten unentgeltlich vom 14. bis zum 18. Lebensjahr arbeiten und bekamen freie Kost, Kleidung und Unterkunft.
1884 war das hofkammerliche Forstamt in Teilen des Schlosses untergebracht. Im übrigen Teil wohnten zwei Familien mit insgesamt 43 Personen. Die landwirtschaftliche Domäne wurde zu dieser Zeit, laut Bericht des damaligen Schultheißen, von zirka 60 bis 80 Arbeitskräften bewirtschaftet. Im Jahr 1892 betrug die Zahl der Schlossbewohner noch 23.
1914 wurde die vordere Außenfront der Schlosskapelle renoviert.
Am 12. April 1945 beschoss die französische Artillerie das Schloss, das von deutschen Soldaten besetzt war, aus Richtung Bönnigheim. Von sechs Granaten trafen vier den Turm und zwei das Schlossgebäude, ohne jedoch jemanden zu verletzen. Nach dem Zweiten Weltkrieg boten das Schloss und seine Nebengebäude 46 Heimatvertriebenen ein neues Zuhause.
Die verfallene Schlosskapelle wurde 1972 bis 1976 von Grund auf renoviert. Sie erhielt 1983 die Kirchenbänke der Heilbronner Martin-Luther-Kirche, auf die man dort zugunsten einer flexibleren losen Bestuhlung verzichtet hatte.

### Besitz der Gemeinde Neckarwestheim seit 1982
Die Hofkammer des Hauses Württemberg verkaufte 1982 das Schloss und 14,5 Hektar Land an die Gemeinde Neckarwestheim, die es dem Trägerverein Schloss Liebenstein Sport-, Kultur- und Freizeitanlagen GmbH und Co. KG zuführte. Am 14. September 1982 wurde der Golf- und Landclub Schloss Liebenstein e. V. gegründet und der Ausbau des Geländes zu einem 27-Loch-Golfplatz begann.

Nach einer gründlichen Bauaufnahme folgte bis 1985 die Renovierung und der Umbau des oberen Schlosses in ein Hotel und Restaurant nebst Clubräumen des Golfclubs. Der Bergfried wurde 1987 restauriert und begehbar gemacht. 110 Stufen führen auf die Aussichtsplattform.

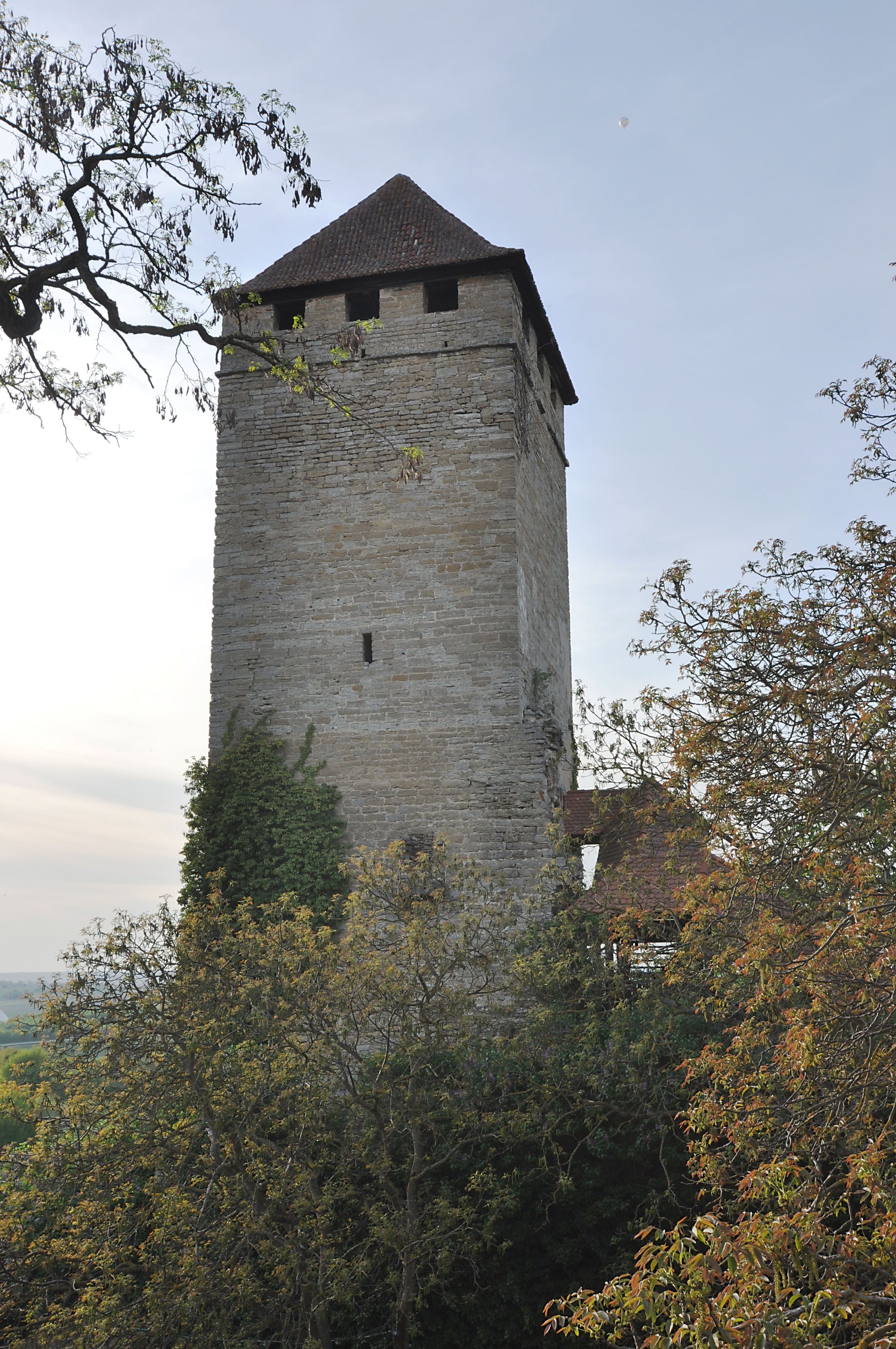
Bergfried

## Beschreibung

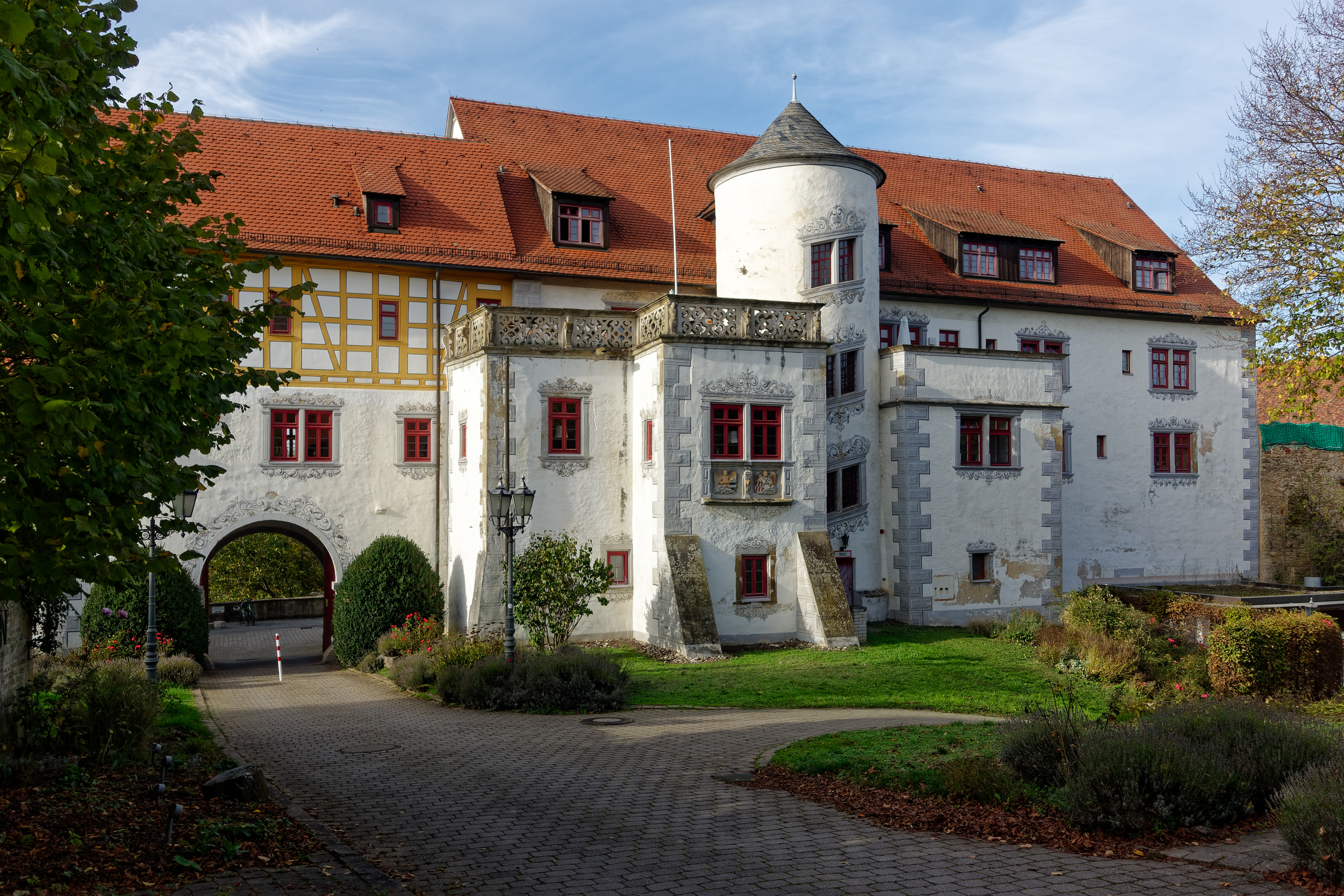
Torhaus und Palas des Oberen Schlosses

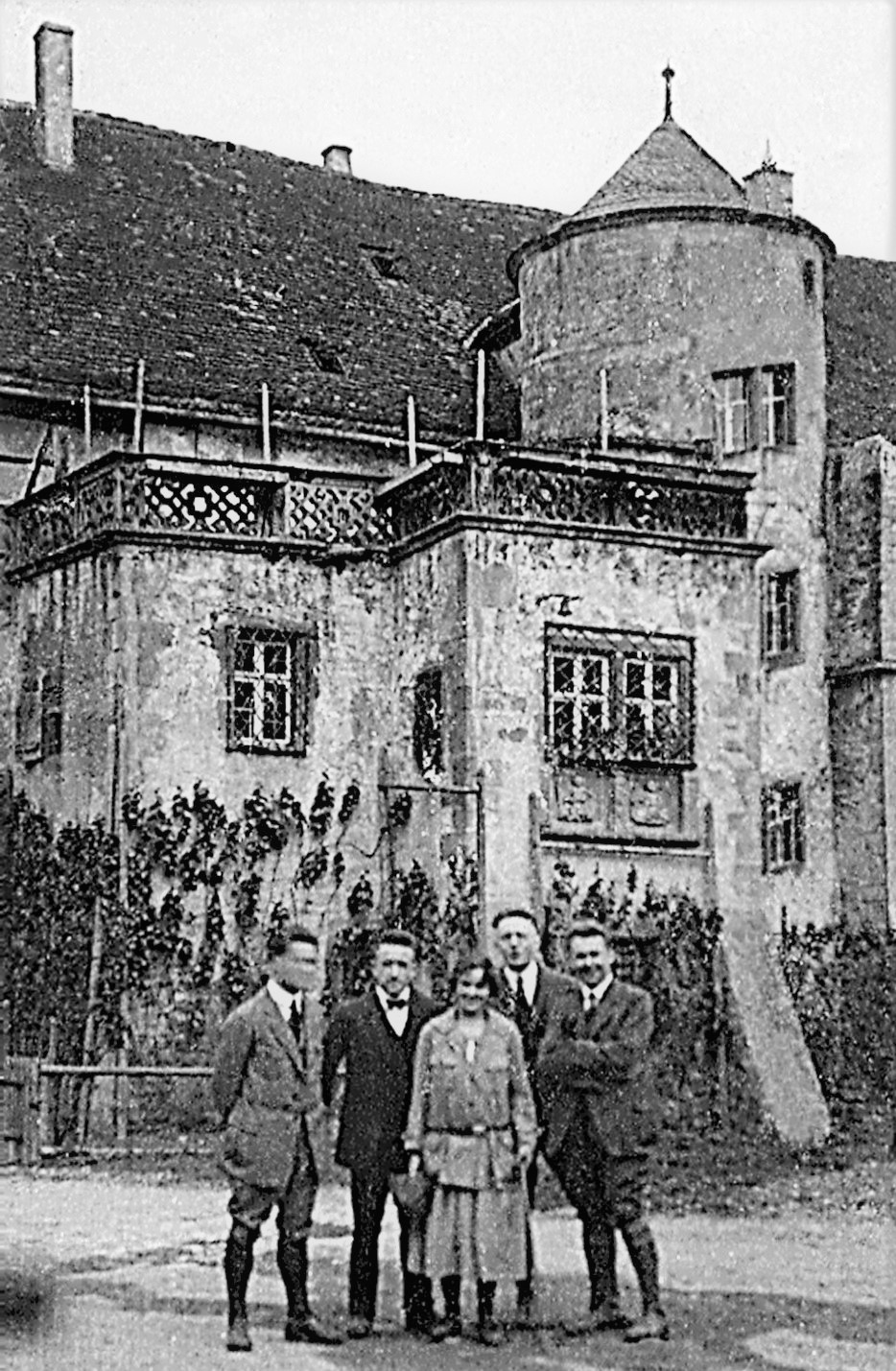
Palas des Oberen Schlosses, Foto 1926

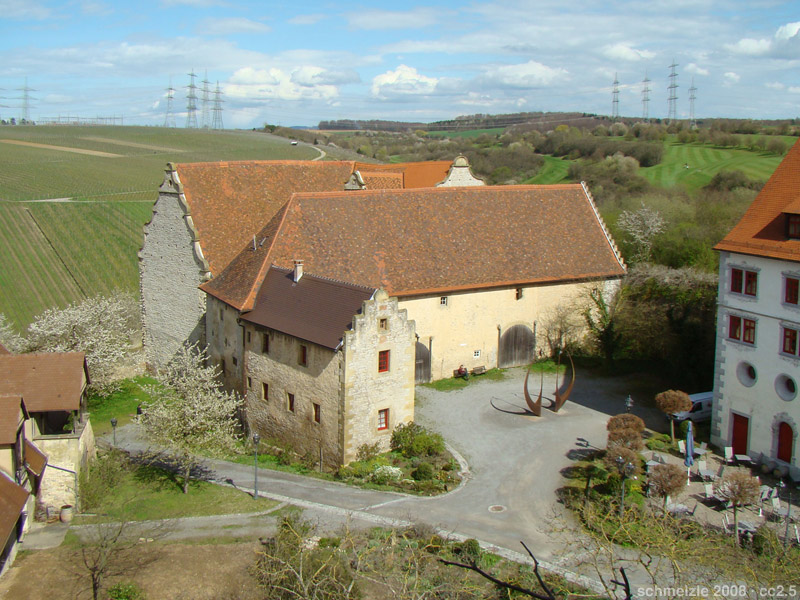
Wirtschaftsgebäude des Unteren Schlosses

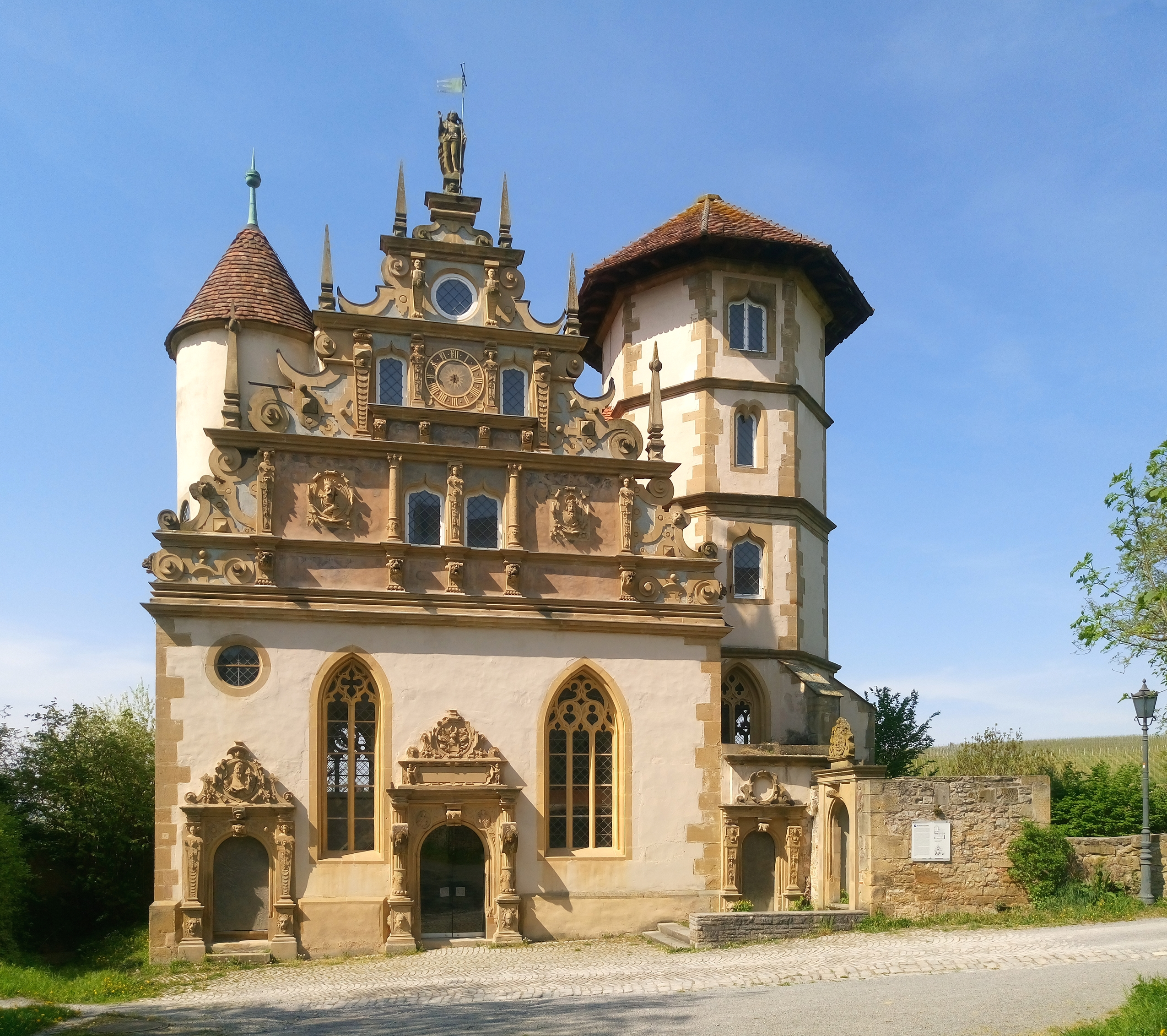
Schlosskapelle

Schloss Liebenstein liegt auf einem Bergsporn südlich von Neckarwestheim. Die Außenkontur der Anlage folgt nach Norden und Westen den geografischen Gegebenheiten des Hochplateaus, nach Südosten ist die Anlage gegen den Bergrücken hin durch einen Halsgraben (Äußerer Graben) begrenzt. Nach Westen hin ist die Ummauerung beinahe rund, nach Nordosten und Südosten ist die Ummauerung fast gerade und läuft im äußersten Osten auf einen nahezu rechten Winkel zu.
Den Kern der Anlage bildet die Kernburg, das Untere Schloss, mit dem wiederaufgebauten Bergfried von ca. 1230 und Resten eines romanischen Wohnbaus sowie am Wehrturm sichtbaren Spuren eines daran angebauten großen gotischen Gebäudes. Der Bergfried hat eine nahezu quadratische Grundfläche mit jeweils etwa acht Meter Seitenlänge und eine Höhe von knapp 30 Metern. Er ist aus Muschelkalkblöcken aufgemauert und weist an der Südseite Reste eines Aborterkers auf. Die Kernburg hatte nach Süden hin einst eine etwa 2,40 Meter kräftige Schildmauer, deren Ansatz noch am Bergfried erkennbar ist, und wurde um 1300 von einem erhalten gebliebenen eigenen Mauerring umzogen, der im Westen einen Zwinger bildet und nach Osten hin eine Ecktourelle aufweist. An diesen Mauerring wurde im Osten in der Zeit der Gotik ein kleines steinernes Wohnhaus angebaut.
Die äußere Umfassungsmauer der gesamten Anlage, an die mit Ausnahme der Kernburg, der Schlosskapelle und des Neuen Bandhauses alle größeren Gebäude der Anlage angebaut sind, stammt in weiten Teilen ebenfalls wie der Bergfried noch aus der Zeit um 1230 und ist ebenso aus Muschelkalkblöcken gemauert. In der äußersten östlichen Ecke im Bereich des heutigen Alten Bandhauses, sind bis zu 11 Meter hohe Fundamentreste eines hochmittelalterlichen Ostturmes erhalten. Zwar waren Ecktürme im 13. Jahrhundert noch selten, aber die Größe der Anlage bedingte an diesem, vom Wehrturm der Kernburg am weitesten entfernten Punkt noch einen weiteren Wehrturm. Nach Westen hin wurde die Umfassungsmauer in einem größeren Abschnitt in späterer Zeit erneuert.
Das Torhaus im Süden der Anlage ist mittelalterlichen Ursprungs und wurde um 1600 ausgebaut. Einst führte eine Brücke über den äußeren Graben zum Torhaus. Das ehemals auch Oberes Tor genannte Torhaus ist jedoch bereits der zweite Eingang zur Burg, dessen Existenz wohl auf der langen Teilung der Anlage beruht. Der ursprüngliche romanische Hauptzugang befand sich etwas weiter westlich, auf Höhe des heutigen Schafhauses.
Gleich rechts des Torhauses befindet sich der Palas als Hauptgebäude des Oberen Schlosses. Er wurde wie die Umfassungsmauer bereits im 13. Jahrhundert erbaut und um 1600 durch verschiedene Anbauten wie den Treppenturm und die Küche ergänzt. Um 1700 wurde er durch den Ostflügel zu seiner heutigen Größe erweitert, daran schloss sich einst noch die Meierei des Oberen Schlosses an.
Links vom Torhaus befindet sich eine Gruppe von kleineren Gebäuden, die als Wasch- und Backhaus dienten. Darauf folgt das um 1600 erbaute Reiterhaus. Es wurde vermutlich nach dem heute noch vorhandenen Dachreiter benannt und war ursprünglich ein Wohnhaus über einem Weinkeller und mit Dachgeschossen zur Lagerung von Getreide, später wurde es auch als Jägerhaus oder Meierei bezeichnet. Das Gebäude durchbricht, ähnlich wie die renaissancezeitlichen Anbauten des Palas, nach Süden die ansonsten geschlossene Wehrmauer und unterstreicht damit, dass zu seiner Bauzeit Repräsentation und Wirtschaftlichkeit schon größeres Gewicht als die Wehrhaftigkeit hatten. Vor dem Reiterhaus führt eine Treppenanlage hinab in den Inneren Graben zum Schafstall und zur Kernburg.
Im äußersten Osten der Anlage befindet sich eine renaissancezeitliche Gebäudegruppe aus Zehntscheune, Altem Bandhaus und Heuscheuer mit Fruchtkasten. Das Rundbogenportal, das in den zweigeschossigen Keller der Zehntscheune führt, ist datiert 1557 und zeigt die Wappen derer von Liebenstein und der Stibar von Buttenheim. Unter dem charakteristischen Staffelgiebel der Zehntscheune ist zu erkennen, dass das Gebäude einst niedriger war und nachträglich erhöht wurde. Während des Umbaus erhielt die Zehntscheune auch einen kleinen querstehenden Anbau, der ebenfalls einen Staffelgiebel aufweist. Aufgrund ihrer Ausrichtung zählte die Zehntscheuer sicher einst zum Oberen Schloss, während die dahinter liegenden Gebäude, nämlich Altes Bandhaus und Heuscheuer mit Fruchtkasten, sicher zum Unteren Schloss gehörten, da sie mit größeren Wagen nur vom unteren Bereich des Schlosses Liebenstein aus angefahren werden können. Im Bandhaus war die Küferei des Unteren Schlosses untergebracht, außerdem hatte der wuchtige L-förmige Gebäudekomplex große Speichermöglichkeiten, deren Dimensionierung z. B. mit den zweistöckigen Gauben zum Ausdruck kommt. Der große Gewölbekeller unter dem Gebäude hat eine Scheitelhöhe von etwa fünf Metern. Um das Gewicht des Gebäudes und der eingelagerten Güter tragen zu können, weist das Gebäude drei Meter dicke Sockel- und Umfassungsmauern auf. An die Heuscheuer schlossen sich nach Nordwesten die Untere Meiereischeuer und die Amtsscheuer an.
Freistehend in der Mitte der Anlage befindet sich das Neue Bandhaus, die Küferei des Oberen Schlosses, die wohl im ersten Drittel des 17. Jahrhunderts entstand. Nach Süden hin im rechten Winkel angebaut war einst ein etwa gleich großer Pferdestall.
Im nördlichen Bereich befindet sich freistehend die 1599 von Jakob Müller nach dem Vorbild der Stuttgarter Schlosskirche erbaute Schlosskapelle. Die Kapelle hat einen nahezu quadratischen Grundriss und nach Süden und Norden schmuckvolle Ziergiebel, nach Osten ist ein achteckiger Chorturm angebaut, im Westen ist ein runder Treppenturm eingezogen, der einst zu den Dachgeschossen und zwei Herrschaftsemporen führte, von denen die südliche noch erhalten blieb. Die Dachformen der beiden Türme wurden nachträglich verändert. Obwohl die Portale, die Giebel und auch das Innere der Kapelle von renaissancezeitlichem Bauschmuck bestimmt sind, weist sie im unteren Bereich auch noch gotische Fenster auf. Östlich von der Kapelle erstreckt sich der Kirchgarten, westlich befand sich einst ein weiteres Gebäude.